# Бивер (Юта)
Бивер (англ. Beaver) — город в штате Юта (США). Административный центр округа Бивер. По данным переписи за 2010 год число жителей города составляло 3112 человек, по оценке Бюро переписи США в 2015 году в городе проживало 3007 человек.

## История

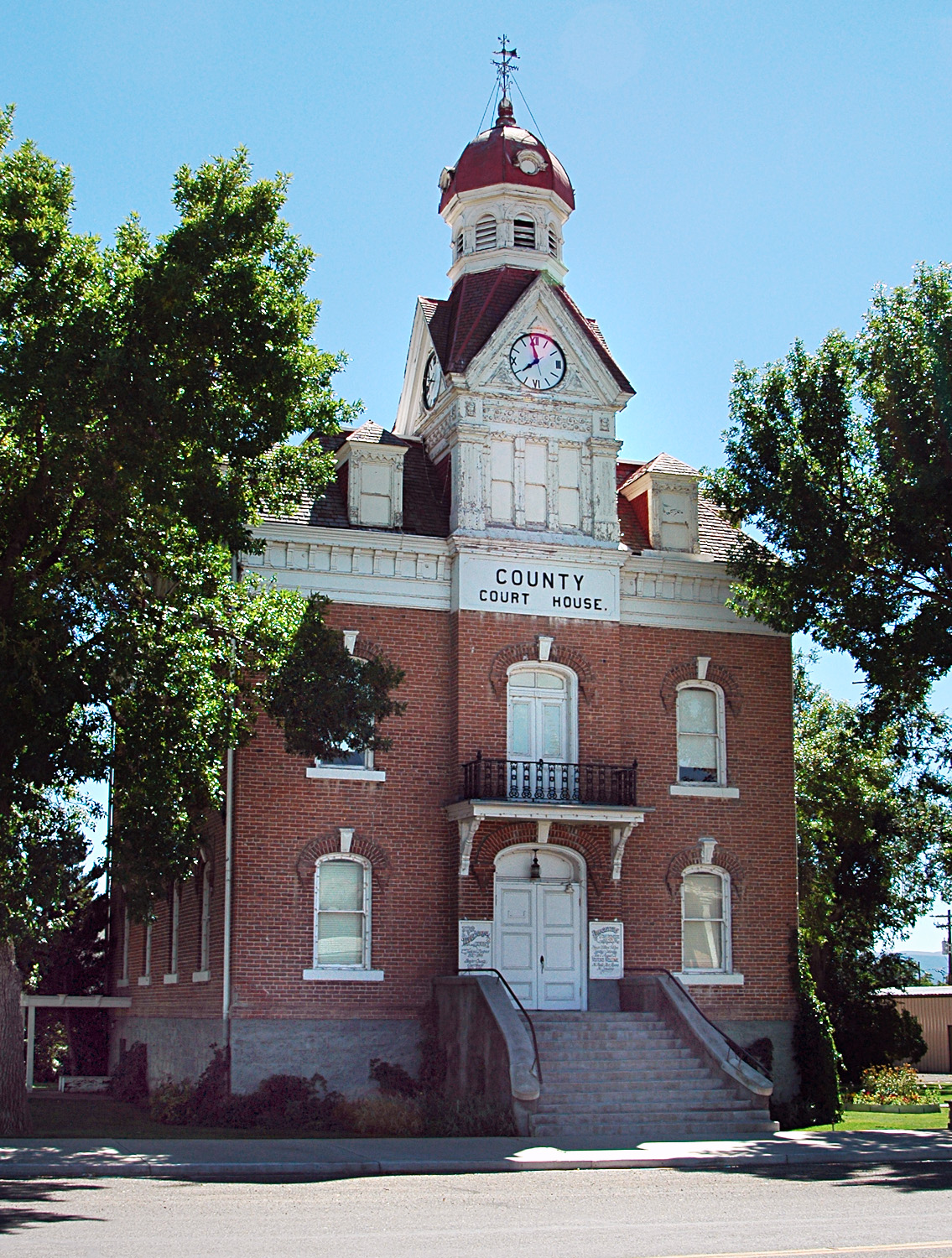
Бывшее здание окружного суда

Зимой 1856 года Джордж Смит, апостол Церкви Иисуса Христа Святых последних дней и член территориальной легислатуры, оценил долину реки Бивер, как перспективную для выпаса скота. В феврале в долину направились поселенцы. К маю от реки Бивер был отведён канал, окружающий поселение с севера-востока, были построены деревянные дома. Бивер получил статус города 10 января 1867 года. В 1858 году из-за войны в Юте в город перебрались мормоны из Сан-Бернардино, Калифорния, а в 1886 году население Серклвилла мигрировало в Бивер из-за начала войны Чёрного Ястреба.
В сентябре 1873 года армия США построила форт Камерон в Бивере. В 1898 году была открыта академия Мёрдока при Церкви Иисуса Христа Святых последних дней в здании форта.

## Население
| Год переписи | Нас. |  | %±     |
| ------------ | ---- |  | ------ |
| 1860         | 785  |  | —      |
| 1870         | 1207 |  | 53,8%  |
| 1880         | 1732 |  | 43,5%  |
| 1890         | 1752 |  | 1,2%   |
| 1900         | 1822 |  | 4%     |
| 1910         | 2085 |  | 14,4%  |
| 1920         | 2226 |  | 6,8%   |
| 1930         | 1673 |  | −24,8% |
| 1940         | 1808 |  | 8,1%   |
| 1950         | 1685 |  | −6,8%  |
| 1960         | 1548 |  | −8,1%  |
| 1970         | 1453 |  | −6,1%  |
| 1980         | 1792 |  | 23,3%  |
| 1990         | 1998 |  | 11,5%  |
| 2000         | 2454 |  | 22,8%  |
| 2010         | 3112 |  | 26,8%  |
| 2015         | 3007 |  | −3,4%  |

По данным переписи 2010 года население Бивера составляло 3112 человек (из них 51,3 % мужчин и 48,7 % женщин), в городе было 1081 домашних хозяйств и 785 семей. На территории города было расположено 1261 построек со средней плотностью 75,0 построек на один квадратный километр суши. Расовый состав: белые — 88,4 %, афроамериканцы — 0,2, азиаты — 1,7 %, коренные американцы — 0,9 %.
Население города по возрастному диапазону по данным переписи 2010 года распределилось следующим образом: 34,4 % — жители младше 18 лет, 3,7 % — между 18 и 21 годами, 49,1 % — от 21 до 65 лет и 12,8 % — в возрасте 65 лет и старше. Средний возраст населения — 31,6 лет. На каждые 100 женщин в Бивере приходилось 105,5 мужчин, при этом на 100 совершеннолетних женщин приходилось уже 101,2 мужчин сопоставимого возраста.
Из 1081 домашних хозяйств 72,6 % представляли собой семьи: 59,9 % совместно проживающих супружеских пар (31,4 % с детьми младше 18 лет); 8,3 % — женщины, проживающие без мужей и 4,4 % — мужчины, проживающие без жён. 27,4 % не имели семьи. В среднем домашнее хозяйство ведут 2,87 человека, а средний размер семьи — 3,43 человека. В одиночестве проживали 24,1 % населения, 9,6 % составляли одинокие пожилые люди (старше 65 лет).

## Географическое положение
По данным Бюро переписи населения США город имеет общую площадь в 16,8 км². К востоку от Бивера расположены горы Тушар. Через город проходит межштатная автомагистраль I-15.

### Климат
По классификации климатов Кёппена климат Бивера относится к морскому климату западного побережья (Cfb). Климат города характеризуется равномерной температурой и количеством осадков. Осадки являются достаточными весь год, осенью и зимой часты туманы. Средняя температура в году — 8,3 °C, самый тёплый месяц — июль (средняя температура 20,6 °C), самый холодный — январь (средняя температура −2,8 °C). Среднее количество осадков в году 287 мм.

## Экономика
В 2014 году из 2127 человек старше 16 лет имели работу 1172. При этом мужчины имели медианный доход в 43 125 долларов США в год против 33 958 долларов среднегодового дохода у женщин. В 2014 году медианный доход на семью оценивался в 60 000 $, на домашнее хозяйство — в 47 782 $. Доход на душу населения — 18 844 $ в год.

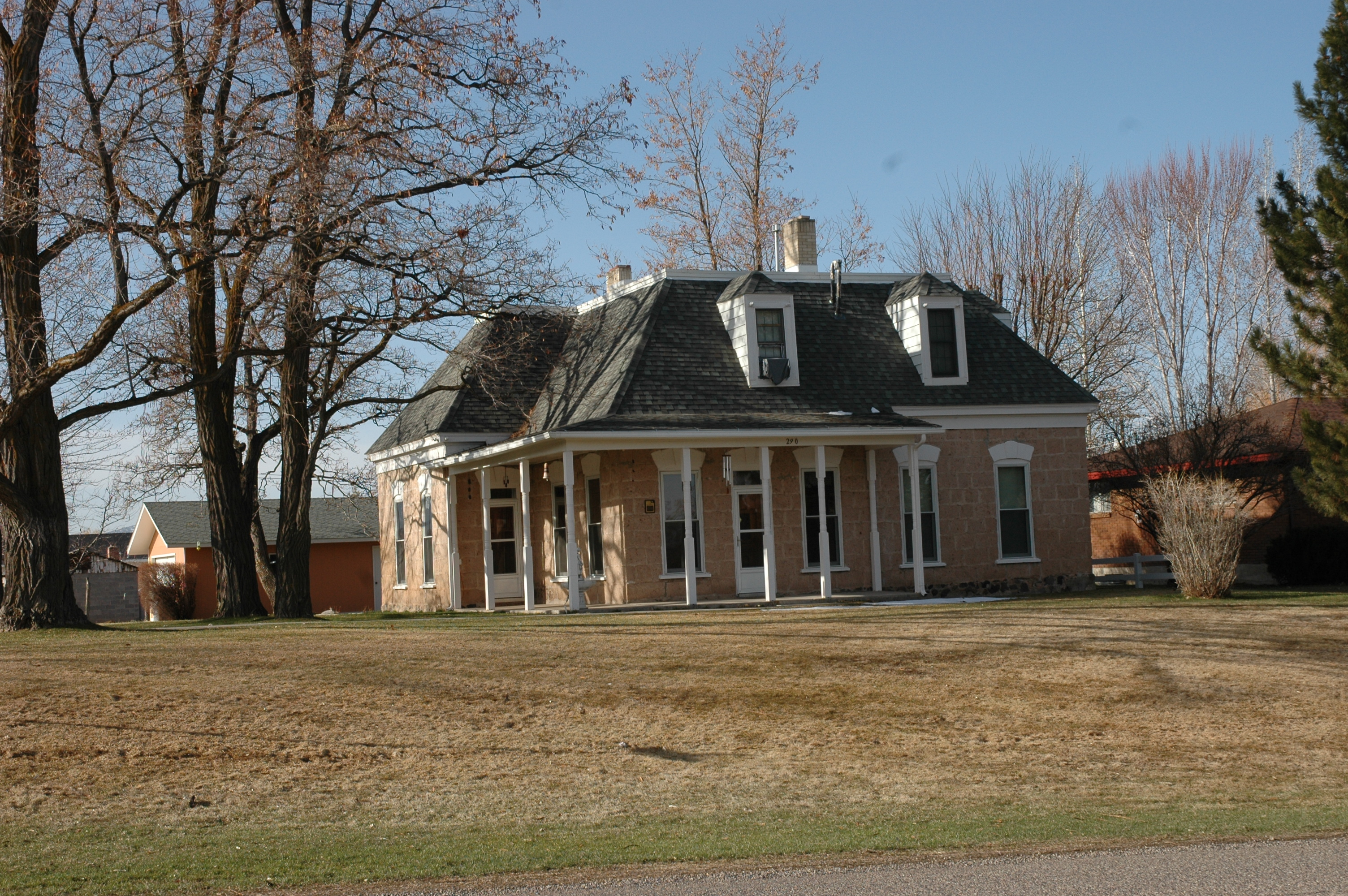
Птичий дом
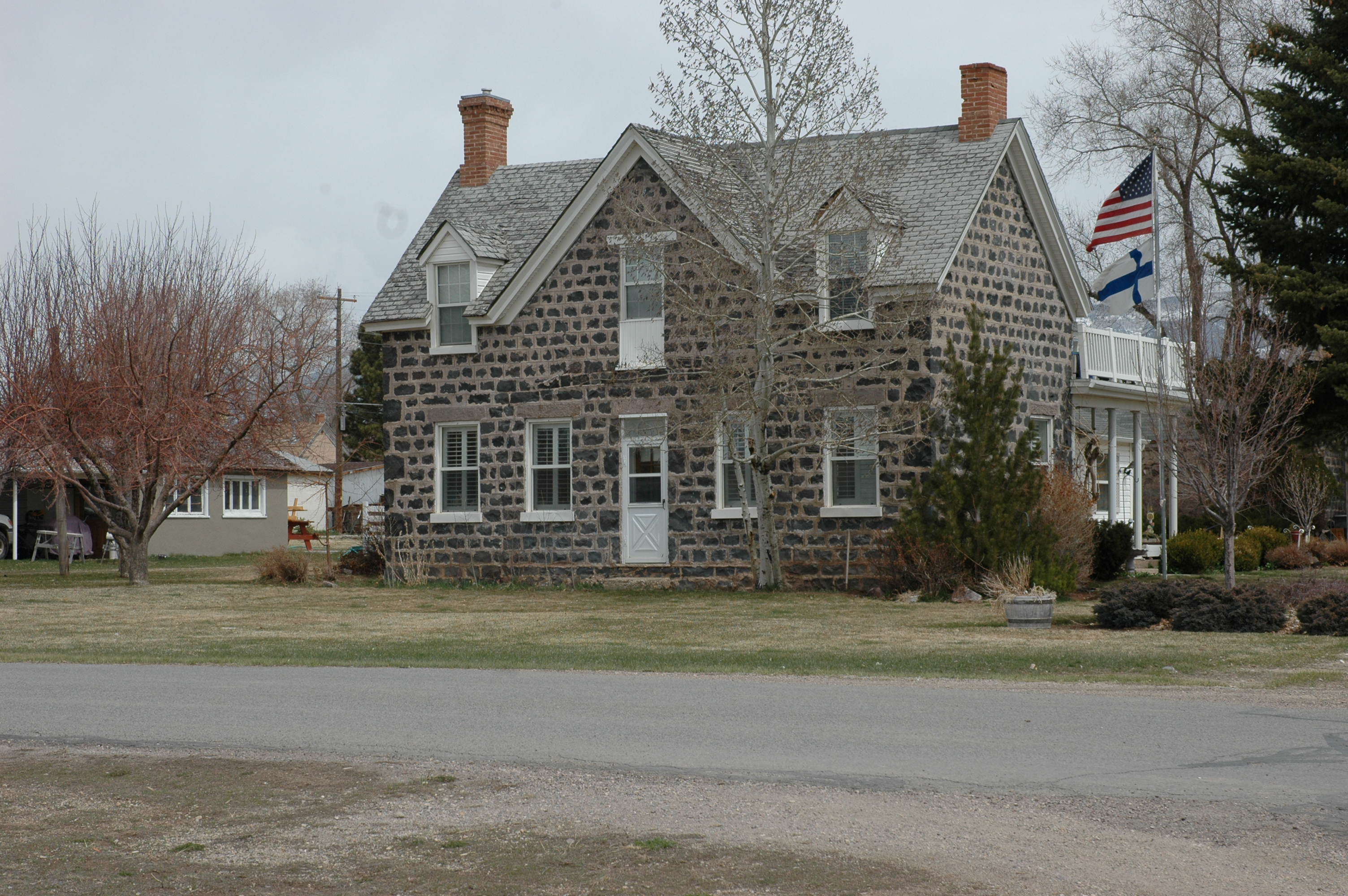
Дом Чарльза Уайта
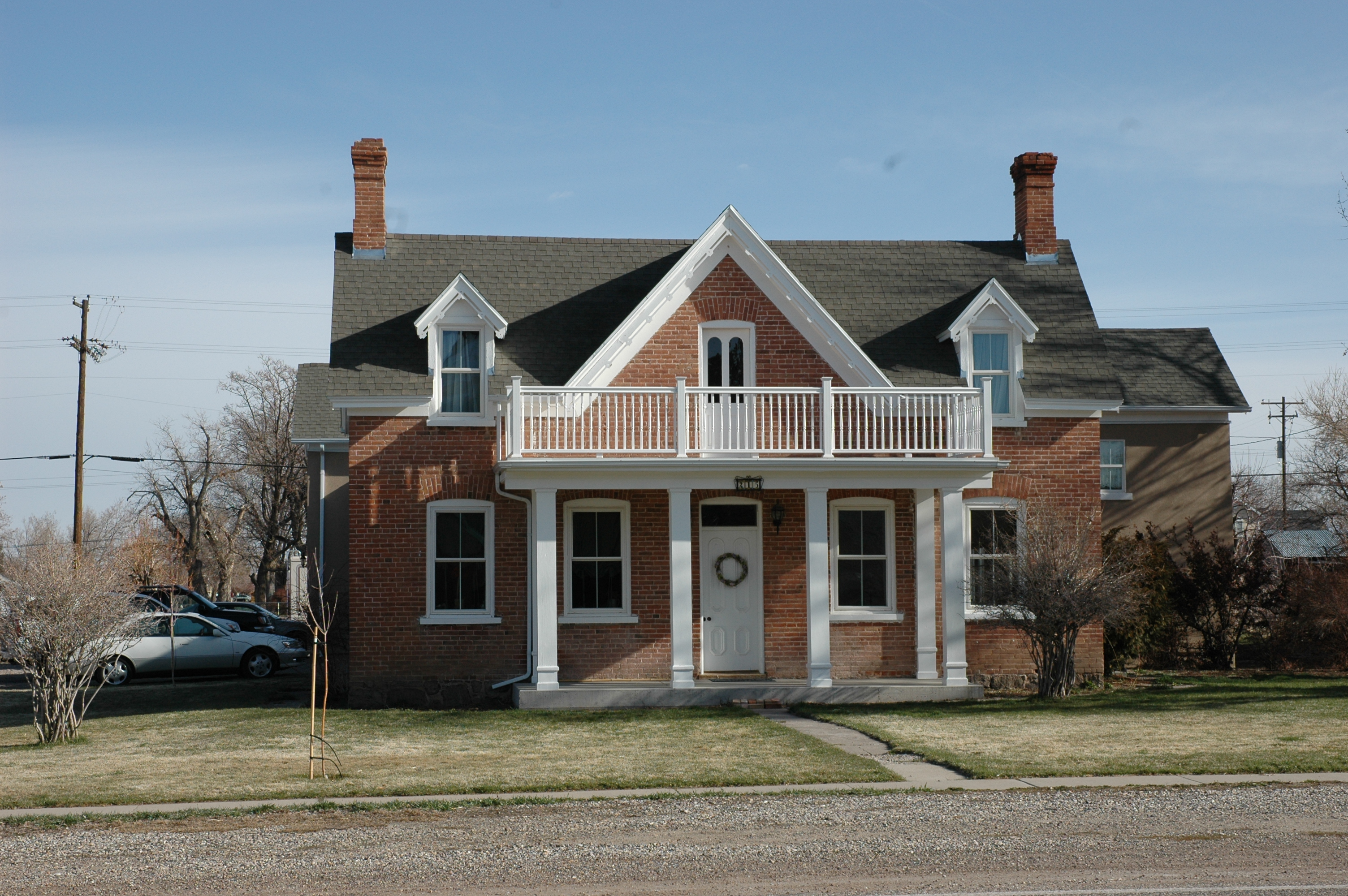
Дом Эдвард Фернли
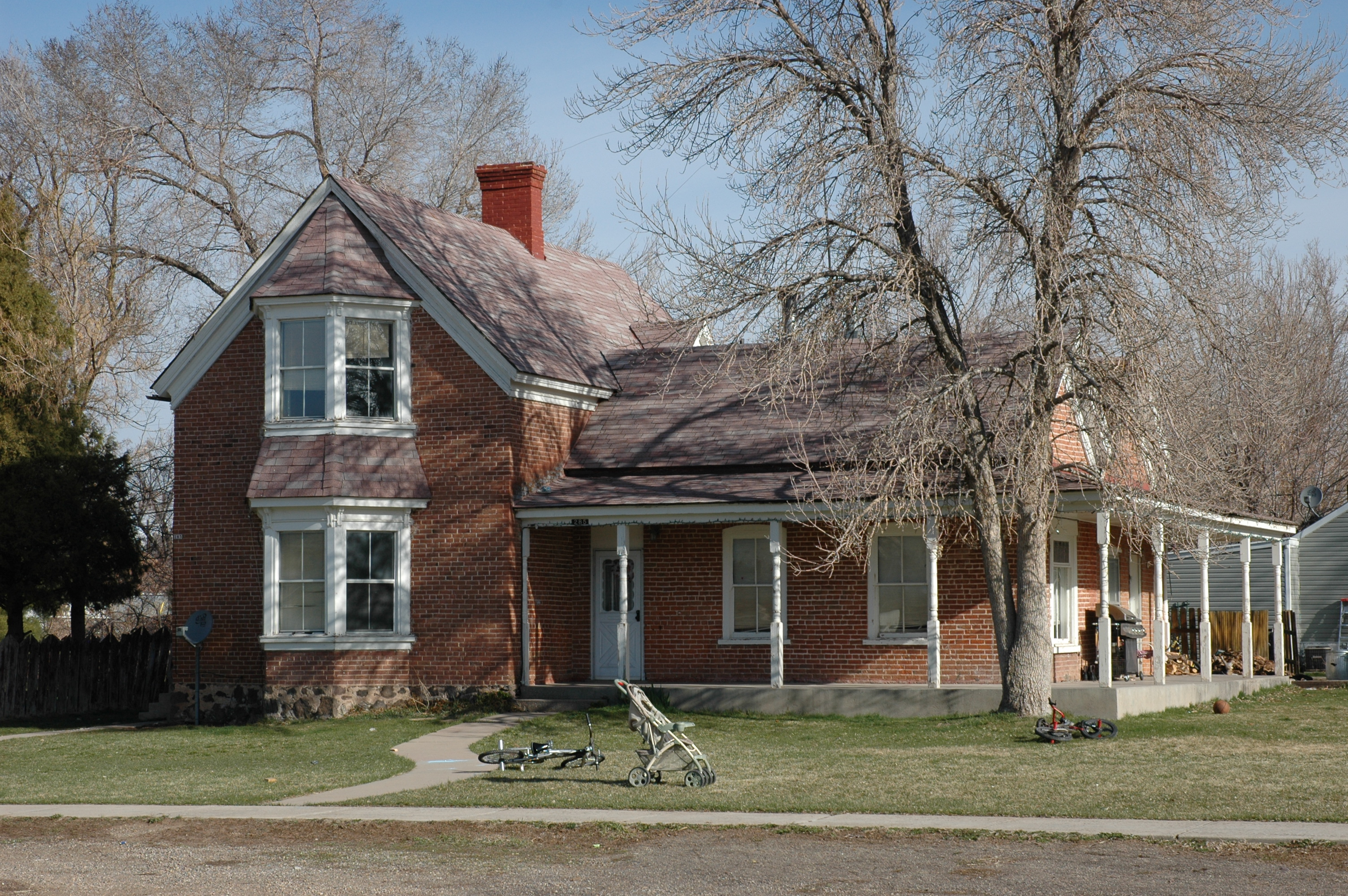
Дом Мезера